# Een defekt apparaat
Een defekt apparaat is een sciencefictionverhaal van de Nederlandse Thomas Wintner, pseudoniem van Vincent van der Linden. Het was het negentiende verhaal in de verhalenbundel Ganymedes 4, uitgegeven door A.W. Bruna Uitgevers. Die verhalenbundel kwam tot stand door het inzenden van lezers en andere liefhebbers van het genre, die weleens een eigen verhaal op papier wilden zetten. Vincent van der Linden was overigens de samensteller van de verhalenbundel.

## Het verhaal
Het verhaalt speelt zich af in een wereld waar overbevolking is dan wel was. De manlijke helft van de bevolking is geïnitieerd, staande voor sterilisatie of castratie. Slechts zeer “knappe” mannen ontkomen aan deze initiëring en staan te boek als GF (Grote Fokker). Gezien de wil van de vrouwelijke helft om toch kinderen te krijgen, hebben deze heren echter vrij spel. Vrouwen die door GF’s min of meer aangerand worden staan bij bevolking te boek als “vuile slet”, terwijl tegelijkertijd bij de vrouwen de wens bestaat om zelf “gepakt” te worden.   